# Vidas de papel
Vidas de papel (en turco: Kağıttan Hayatlar) es una película dramática turca de 2021 dirigida por Can Ulkay y escrita por Ercan Mehmet Erdem. La película está protagonizada por Çağatay Ulusoy, Emir Ali Doğrul, Ersin Arıcı, Turgay Tanülkü y Selen Öztürk . Se estrenó en Netflix el 12 de marzo de 2021.

## Sinopsis
En un barrio empobrecido de Estambul, un simpático recolector de basura, Mehmet, quien después de estar sin hogar siente debilidad por los muchos niños sin hogar de la zona, descubre a un niño de ocho años escondido en la bolsa de basura de su colega. Mehmet se dedica a reconectar al niño con su familia..

## Reparto
- Çağatay Ulusoy como Mehmet
- Emir Ali ğrul como Ali
- Ersin Arıcı
- Turgay Tanülkü como Tahsin
- Selen Öztürk

## Respuesta crítica
Según Cristián Mazoli de Arg, la película "Buen comienzo, excelente desarrollo, y lo mejor con un final inesperado".
 